# Grand Prix de Rousies
Il Gran Prix de Rousies era una corsa in linea maschile di ciclismo su strada svoltasi annualmente a Rousies, in Francia, dal 1954 al 1969. 
Nell'albo d'oro della competizione spiccano i successi di Jacques Anquetil, Gustaaf Desmet e Eddy Merckx.

## Albo d'oro
Aggiornato all'edizione 1969.
| Anno | Vincitore           | Secondo | Terzo |
| ---- | ------------------- | ------- | ----- |
| 1954 | Maurice Sprimont    |         |       |
| 1955 | Francis Anastasi    |         |       |
| 1956 | Camille Huyghe      |         |       |
| 1957 | Camille Huyghe      |         |       |
| 1958 | Jacques Anquetil    |         |       |
| 1959 | Maurice Munter      |         |       |
| 1960 | Jean-Claude Annaert |         |       |
| 1961 | André Darrigade     |         |       |
| 1962 | Georges Groussard   |         |       |
| 1963 | Édouard Delberghe   |         |       |
| 1964 | Maurice Munter      |         |       |
| 1965 | Gustaaf Desmet      |         |       |
| 1966 | Eddy Merckx         |         |       |
| 1969 | Jean-Marie Leblanc  |         |       |